# Angelika Klüssendorf
Angelika Klüssendorf (Angelika Klüssendorf-Schirrmacher) (Ahrensburg, 26 ottobre 1958) è una scrittrice tedesca.

## Biografia
Angelika Klüssendorf è nata nel 1958 a Ahrensburg, nell'allora Germania Est. Nel 1961, all'età di tre anni, si trasferisce con la famiglia a Lipsia, dove adempie agli studi primari e superiori, conseguendo la qualifica professionale di operatore zootecnico/meccanico. In seguito, ottiene un impiego presso uno stabilimento lattiero-caseario locale. Nel 1985 emigra e si stabilisce in Germania Ovest, dedicandosi da allora a tempo pieno all'attività di scrittrice. Oggi vive a Berlino.

## Attività letteraria
Angelika Klüssendorf è autrice di opere di narrativa, tra cui due romanzi e quattro raccolte di racconti, e conta al proprio attivo un'opera di teatro. Il suo debutto letterario avviene nel 1990 con la pubblicazione della raccolta Sehnsüchte [Desideri] per l'editore Hanser, dopo essersi distinta l'anno precedente tra gli esordienti dell'edizione 1989 del Premio Ingeborg Bachman.
Nel 1989 il Senato Berlinese la insignisce con un premio di sovvenzionamento al suo lavoro letterario. Nel 2004 vince il Premio Roswitha per la letteratura femminile. Nel 2011, il suo secondo romanzo, La ragazza [Das Mädchen], la prima tra le opere dell'autrice a essere pubblicata anche in Italia (2013), è finalista al Deutscher Buchpreis (Premio del libro tedesco) dell'Associazione librai e editori tedeschi.
L'opera di Angelika Klüssendorf spicca per una poetica votata a un realismo inclemente, che non rinuncia agli aspetti più duri della realtà sociale, cui corrispondono una lingua volutamente cruda e uno stile asciutto e incisivo. I suoi romanzi e racconti mostrano come filo rosso i temi della violenza familiare e del disagio sociale nella periferia della vecchia DDR.

## Opere

### Racconti
- 1990: Sehnsüchte [Desideri], Hanser, Monaco / Vienna, ISBN 3-446-15763-8.
- 1994: Anfall von Glück [Colpo di fortuna], Hanser, Monaco / Vienna, ISBN 978-3-446-17868-7.
- 2004: Aus allen Himmeln [Per tutti i cieli], Fischer, Francoforte ISBN 978-3-10-038202-3.
- 2009: Amateure [Dilettanti], Fischer, Francoforte, ISBN 978-3-10-038203-0.

### Teatro
- 1995: Frag mich nicht, schieß mich tot! Eine Farce, [Non chiedermi nulla, sparami! Una farsa], Verlag der Autoren, Francoforte ISSN 0040-5418.

### Romanzi
- 2001: Alle leben so [Tutti vivono così], Francoforte, ISBN 978-3-10-038201-6.
- 2011: La ragazza [Das Mädchen], trad. di Matteo Galli, L'orma editore, Roma (2013), ISBN 978-88-98038-07-7.